# يان ليانكه
يان ليانكه (بالصينية المبسطة: 阎连科، وبالصينية التقليدية: 閻連科) ـ (ولد سنة 1958)، هو روائي وقاص ومترجم صيني. تتميز كتاباته بالحس الساخر، مما أدى إلى حظر السلطات لبعض أعماله الكبرى. وقد أقر ليانكه بأنه كان يمارس الرقابة الذاتية في كتابته القصصية تجنبًا للرقابة. كما عُرف يان ليانكه ومواطنه مو يان بإفراطهما في استخدام الاستعارة والترميز لتجنب الرقابة.
بدأ ليانكه الكتابة سنة 1978، ومن أبرز رواياته «حلم قرية دينغ»، التي صدرت سنة 2006، وتُرجمت إلى الإنجليزية سنة 2011، ووصلت إلى القائمة القصيرة لجائزة الإندبندنت لأدب الخيال الأجنبي.

## من مؤلفاته المترجمة للغة العربية
- رواية: «قبلات لينين».
- رواية: «حلم قرية دينغ».[7]
- رواية: «استكشافا لفن الرواية».
- رواية: «أيام .. شهور .. سنوات».

## روابط خارجية
- يان ليانكه على موقع مونزينجر (الألمانية)